# 勒蘇維斯龍屬
勒蘇維斯龍屬（學名：Lexovisaurus）是最早被發現的該時代歐洲恐龍之一，屬於劍龍科，生存於侏羅紀中期（約1億6500萬年前）的歐洲，是以法國古代的部落Lexovi為名。牠的化石是一些骨甲及四肢骨頭，發現於法國及英格蘭北部。

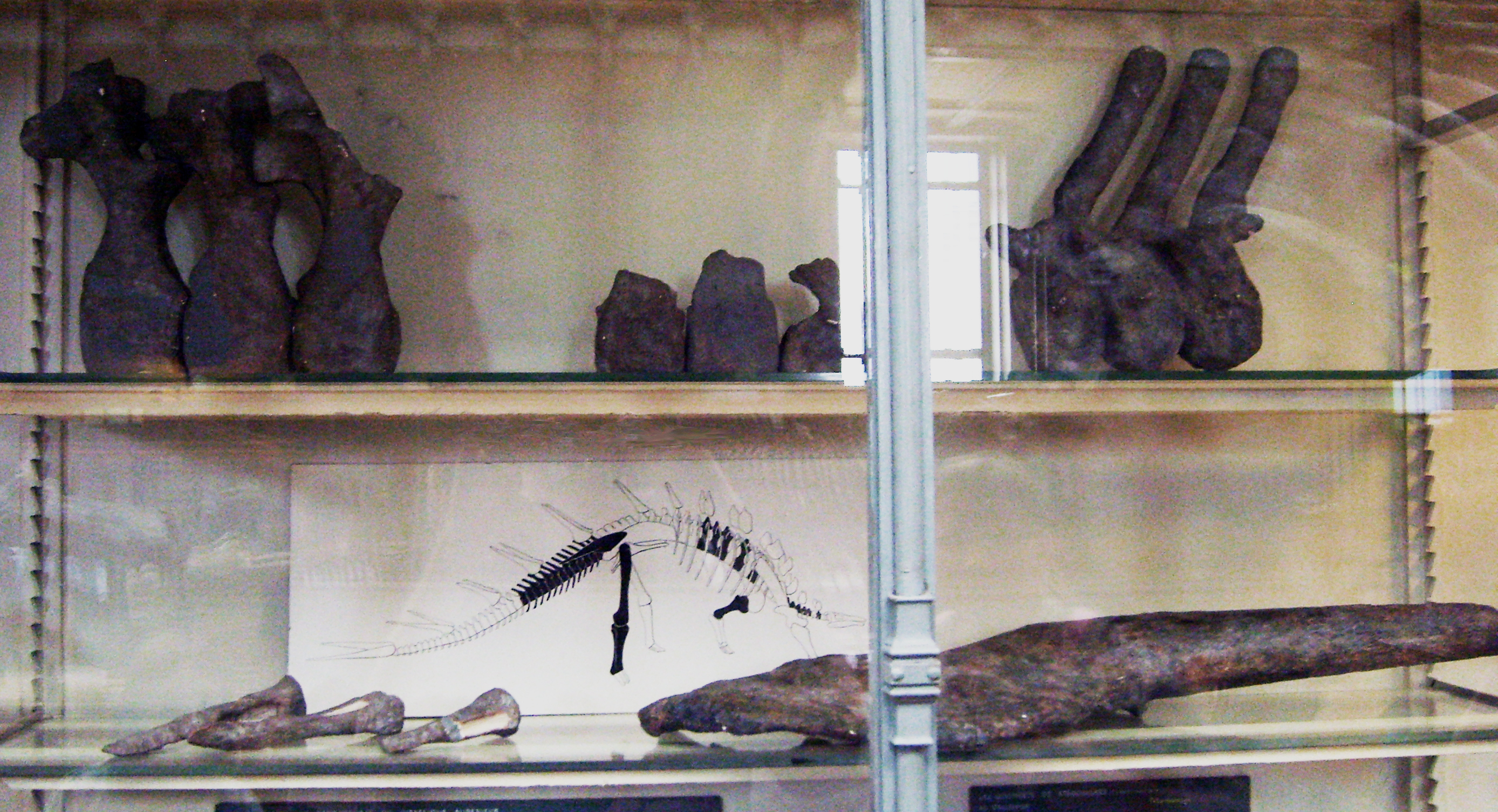
勒蘇維斯龍的脊椎的尖刺

法國標本顯示勒蘇維斯龍可能很像劍龍。在牠的肩上或臀部可能有一對長刺，背部及尾巴都有扁平骨甲及圓尖刺。勒蘇維斯龍可能有5米長。模式種是L. durobrivensis，是由Hoffstetter於1957年描述及命名的。模式標本原先被分類在Omosaurus（現為銳龍）之中。
近年的重新研究顯示勒蘇維斯龍沒有可鑑定特徵，因此部份化石被建立為新屬，鎧甲龍。